# Kommando Sanitätsdienstliche Einsatzunterstützung
Das Kommando Sanitätsdienstliche Einsatzunterstützung (Kdo SanEinsUstg) ist truppendienstliches Führungskommando für die Verbände der Sanitätstruppe und nimmt die Truppenstelleraufgaben für den Einsatz und einsatzgleiche Verpflichtungen des Zentralen Sanitätsdienstes der Bundeswehr wahr. Es ist das permanente Leitkommando für die Einsatzkontingente des Sanitätsdienstes der Bundeswehr und zuständig für territoriale Aufgaben, für die zivil-militärische Zusammenarbeit sowie für die nationale und internationale sanitätsdienstliche Übungsunterstützung. Die Aufstellung des Kommandos erfolgte im Rahmen der Neuausrichtung der Bundeswehr am 1. Januar 2013 in Weißenfels. Die Indienststellung erfolgte am 10. Januar 2013 im Rahmen eines Aufstellungsappells durch den Inspekteur des Sanitätsdienstes der Bundeswehr, Generaloberstabsarzt Ingo Patschke in Anwesenheit des Ministerpräsidenten von Sachsen-Anhalt, Reiner Haseloff.

## Geschichte
Die Aufstellung des Kommandos erfolgte im Rahmen der Neuausrichtung der Bundeswehr. Das Kommando übernahm Teile der Aufgaben der Sanitätskommandos, die zum 31. Dezember 2012 bzw. zum 31. Dezember 2014 aufgelöst wurden. Die unterstellten Sanitätsregimenter sind nach der Umgliederung in Weißenfels und Berlin, Rennerod und Koblenz sowie in Dornstadt stationiert. Sie dienen der Ausbildung und Einsatzunterstützung. Der Spezialverband des Sanitätsdienstes, das Kommando Schnelle Einsatzkräfte Sanitätsdienst, ist in Leer stationiert. Das Sanitätslehrregiment ist in Feldkirchen stationiert.

## Aufbau
Dem Chef des Stabes im Kdo SanEinsUstg sind die sechs Abteilungen des Kommandos nachgeordnet:
- Abteilung G1 – Personal, Nachwuchs, Informationsarbeit
- Abteilung G2 – Militärische Sicherheit, Nachrichtengewinnung
- Abteilung G3 – Planung, Befehlsgebung, Operationen
- Abteilung G4 – Logistische Unterstützung
- Abteilung G6 – Fernmeldewesen, IT, Führungsunterstützung
- Abteilung Verwaltung

## Führung
Der Kommandeur Kommando Sanitätsdienstliche Einsatzunterstützung führt das Kommando. Er ist dem Inspekteur des Sanitätsdienstes der Bundeswehr in jeder Hinsicht unterstellt.
| Kommandeur Kommando Sanitätsdienstliche Einsatzunterstützung | Kommandeur Kommando Sanitätsdienstliche Einsatzunterstützung | Kommandeur Kommando Sanitätsdienstliche Einsatzunterstützung | Kommandeur Kommando Sanitätsdienstliche Einsatzunterstützung |
| Nr.                                                          | Name                                                         | Beginn der Amtszeit                                          | Ende der Amtszeit                                            |
| ------------------------------------------------------------ | ------------------------------------------------------------ | ------------------------------------------------------------ | ------------------------------------------------------------ |
| 4                                                            | Generalstabsarzt Stephan Schmidt                             | 18. September 2018                                           | –                                                            |
| 3                                                            | Generalstabsarzt Ulrich Baumgärtner                          | 1. Januar 2016                                               | 18. September 2018                                           |
| 2                                                            | Generalstabsarzt Stephan Schoeps                             | 1. Juli 2014                                                 | 1. Januar 2016                                               |
| 1                                                            | Generalstabsarzt Michael Tempel                              | 1. Januar 2013                                               | 30. Juni 2014                                                |

| Stellvertreter des Kommandeurs Kommando Sanitätsdienstliche Einsatzunterstützung | Stellvertreter des Kommandeurs Kommando Sanitätsdienstliche Einsatzunterstützung | Stellvertreter des Kommandeurs Kommando Sanitätsdienstliche Einsatzunterstützung | Stellvertreter des Kommandeurs Kommando Sanitätsdienstliche Einsatzunterstützung |
| Nr.                                                                              | Name                                                                             | Beginn der Amtszeit                                                              | Ende der Amtszeit                                                                |
| -------------------------------------------------------------------------------- | -------------------------------------------------------------------------------- | -------------------------------------------------------------------------------- | -------------------------------------------------------------------------------- |
| 4                                                                                | Generalarzt Bruno Most                                                           | 1. Juli 2019                                                                     | –                                                                                |
| 3                                                                                | Generalarzt Andreas Hölscher                                                     | 1. Juli 2015                                                                     | 1. Juli 2019                                                                     |
| 2                                                                                | Generalarzt Bernd Mattiesen                                                      | 1. Mai 2013                                                                      | 30. Juni 2015                                                                    |
| 1                                                                                | Oberstarzt Andreas Hölscher (einsatzbedingte Vertretung)                         | 1. Januar 2013                                                                   | 30. April 2013                                                                   |

## Unterstellte Verbände
Das Kommando führt folgende Truppenteile unmittelbar:
- Kommando Schnelle Einsatzkräfte Sanitätsdienst in Leer
- Sanitätsregiment 1 in Weißenfels und mit dem Führungsbereich Berlin
- Sanitätsregiment 2 in Rennerod und Koblenz
- Sanitätsregiment 3 in Dornstadt
- Sanitätsregiment 4 in Rheine
- Sanitätslehrregiment in Feldkirchen
- Versorgungs- und Instandsetzungszentrum Sanitätsmaterial Blankenburg
- Versorgungs- und Instandsetzungszentrum Sanitätsmaterial Pfungstadt
- Versorgungs- und Instandsetzungszentrum Sanitätsmaterial Quakenbrück